# Кривий (струмок)
Криви́й — струмок в Україні, у Стрийському районі Львівської області, правий доплив Рожанки (басейн Дністра).

## Опис
Довжина струмка приблизно 2,5 км. Формується з багатьох безіменних струмків.

## Розташування
Бере початок в урочищі Колавіще. Тече переважно на південний захід і на південно-східній околиці Нижньої Рожанки впадає у річку Рожанку, праву притоку Опору.